# 헨리 무어

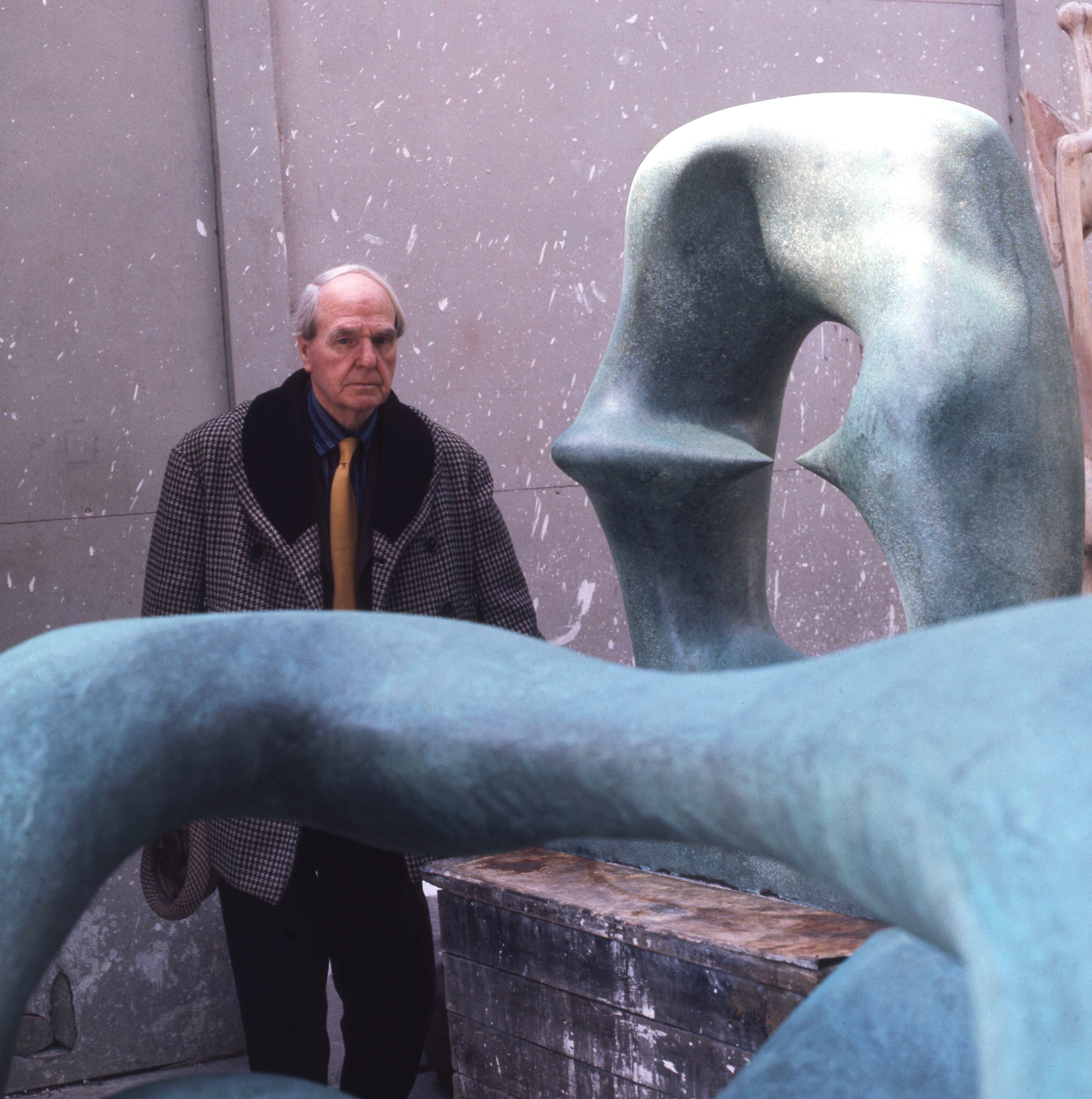
헨리 무어(1975년)

헨리 무어(Henry Spencer Moore, 1898년 7월 30일~1986년 8월 31일)는 영국의 조각가이다.

## 생애
현대 영국 조각의 개척자로 알려진 그는 요크셔의 캐슬퍼드에서 탄광부의 아들로 태어났다. 처음에 그는 장학금을 받아 교직과정을 이수하여 초등학교의 교사가 되었으며, 제1차 세계 대전이 일어나자 자원으로 참전하였고, 전후인 1919년부터 조각을 배우기 위하여 1921년까지 리즈 미술학교에서 배웠다. 1925년 유학생으로서 이탈리아로 여행, 귀국하여서는 왕실 미술학교에서 조각을 가르쳤다. 1928년 런던에서 처음으로 개인전을 열어 주목을 받았고, 1931년부터 1939년까지 첼시 미술학교에서 교편을 잡았으며 전후에는 모교인 리스 미술학교의 명예교수로 추대되었다. 1945년 이후부터 그는 미국·에스파냐·이탈리아 및 발칸반도의 여러나라들을 방문했으며, 베네치아 비엔날레를 비롯한 많은 국제전에서 상을 탔고, 그의 작품 전시회도 세계 각지에서 개최하여 현대 영국 조각에 있어서 제1인자로서의 명성을 얻게 되었다.

## 작품
무어의 초기 작품에는 퀴비슴의 영향을 볼 수 있으며 구체적으로는 특히 아르키펭코와 브랑쿠시의 영향이 컸다고 생각된다. 동시에 그리스·이집트 그리고 콜럼버스 이전 아메리카의 원시미술도 그의 제작에서는 중요한 의미를 갖고 있다. 1930년경 그는 독특한 작풍을 세웠는데 그것은 인간상, 특히 가로 누운 자태가 중심적인 테마가 되었다. 추상적인 형태와 구상적인 형태는 그의 작품에 있어서는 혼연 일체를 이루며 드물게 보는 강한 표현력을 드러내고 있다. 특히 주목되는 것은 조상(의 내부가 이따금 뚫어진 공동인데 이른바 이 허의 형식이라고나 할 공동이 억센 구성과 유기적인 선의 흐름을 가진 실상에 무한한 변용을 주고 있다.

## 서훈
- 1955년 컴패니언 오브 아너 훈장(Order of the Companions of Honour, CH)
- 1963년 메리트 훈장(Order of Merit, OM)